# Bohiń (gmina)
Bohiń (pocz. Bogiń, rzadziej Bohin) – dawna gmina wiejska istniejąca do 1939 roku w woj. nowogródzkim/Ziemi Wileńskiej/woj. wileńskim w Polsce (obecnie Białoruś). Siedzibą gminy był Bohiń (88 mieszk. w 1921 roku).
Na samym początku okresu międzywojennego gmina Bohiń należała do powiatu dziśnieńskiego w woj. nowogródzkim. 13 kwietnia 1922 roku gmina wraz z całym powiatem dziśnieńskim została przyłączona do Ziemi Wileńskiej, przekształconej 20 stycznia 1926 roku w województwo wileńskie. 1 stycznia 1926 roku gminę wyłączono z powiatu dziśnieńskiego i przyłączono do powiatu brasławskiego w tymże województwie. 
Według Powszechnego Spisu Ludności z 1921 roku gminę zamieszkiwało 9.308 osób, 3.852 było wyznania rzymskokatolickiego, 4.434 prawosławnego, 1 ewangelickiego, 208 mojżeszowego, 8 mahometańskiego a 805 staroobrzędowego. Jednocześnie 2.950 mieszkańców zadeklarowało polską przynależność narodową, 5.817 białoruską, 13 żydowską, 26 rosyjską, 14 tatarską a 488 litewską. Było tu 1.771 budynków mieszkalnych. 
Po wojnie obszar gminy Bohiń został odłączony od Polski i włączony do Białoruskiej SRR.